# Michael Moore
Michael Moore (Davidson, Flint, Michigan, 23 d'abril de 1954) és un cineasta nord-americà conegut pel seu treball sobre la globalització i el capitalisme, el «més gran showman del documental americà». És un dels pocs cineastes de renom que només fa documentals.
Forma part dels Socialistes Democràtics d'Amèrica i en promou el pensament. Reprotxa als partits d'esquerra que parlen només amb si mateixos en una «església esquerrana» i que no atenyen la població que realment pateix la política de restriccions i de liberalisme econòmic de la dreta, cosa que ell sí que fa amb la seva obra.
Va guanyar diversos premis, entre els quals destaquen l'Oscar al millor documental per Bowling for Columbine, on examina les causes de la Massacre de Columbine i la cultura de les armes dels Estats Units en general. També va rebre la Palma d'Or per Fahrenheit 9/11, una mirada crítica a la presidència de George W. Bush i la Guerra contra el terrorisme, que va guanyar 119 milions de dòlars i 103 milions a la resta del món i el 2013, i que va ser el documental més taquiller de tots els temps als Estats Units. Arribà a la fama amb la seva pel·lícula Roger & Me (Roger i jo), un documental sobre el que va passar al seu poble natal de Flint després que l'empresa General Motors hi tanqués les seves fàbriques per a obrir-ne de noves a Mèxic per reduir costos salarials.

## Biografia
L'any 1999 Moore va guanyar el premi Hugh M. Hefner a l'art i l'entreteniment pel seu programa televisiu The Awful Truth (l'horrible veritat).
El seu documental Bowling for Columbine (jugant a les bitlles per Columbine) (poble on diversos nois van matar a tirs els seus companys d'escola), estrenat l'any 2002, va presentar una anàlisi de la cultura armamentista estatunidenca. La pel·lícula va guanyar especial atenció en el Festival de Cinema de Canes (França), i va guanyar el premi César a la millor pel·lícula estrangera. També va guanyar un Oscar pel millor documental l'any 2003. En el moment de recollir aquest Oscar, Moore va generar una gran polèmica a Hollywood perquè va ser l'únic guanyador que va aprofitar l'oportunitat per a denunciar públicament el president dels Estats Units, George W. Bush, per l'ocupació de l'Iraq, fet que va provocar diverses reaccions en els presents. Degut a la ressonància mundial del fet i a les dures crítiques contra el seu discurs, la venda dels seus llibres i de les entrades per a veure la seva pel·lícula van augmentar considerablement.
En el film Fahrenheit 9/11 parla sobre els vincles econòmics que mantenen des de fa dècades la família Bush amb la família reial saudita i la família de Bin Laden. Hi desvela les motivacions financeres ocultes rere l'ocupació de l'Iraq del 2003 i la suposada credulitat i absència de sentit crític del ciutadà mitjà nord-americà. Aquest treball ha tingut un èxit sense precedents en el gènere documental. Tot això a pesar dels problemes que va tenir per a ser distribuïda després que The Walt Disney Company, propietària de la distribuïdora Miramax, en refusés la distribució. No obstant això, després d'obtenir la Palma d'Or al Festival de Canes 2004, i gràcies a la polèmica en els mitjans nord-americans (fins i tot es va parlar de prohibir la seva distribució als Estats Units) la pel·lícula va ser distribuïda per tres petites productores, justament en la data desitjada per Moore: el 4 de juliol, dia de la independència dels Estats Units. Es creia que podia influir en les eleccions presidencials nord-americanes d'aquest mateix any. No va ser així i els nord-americans van reelegir George W. Bush.

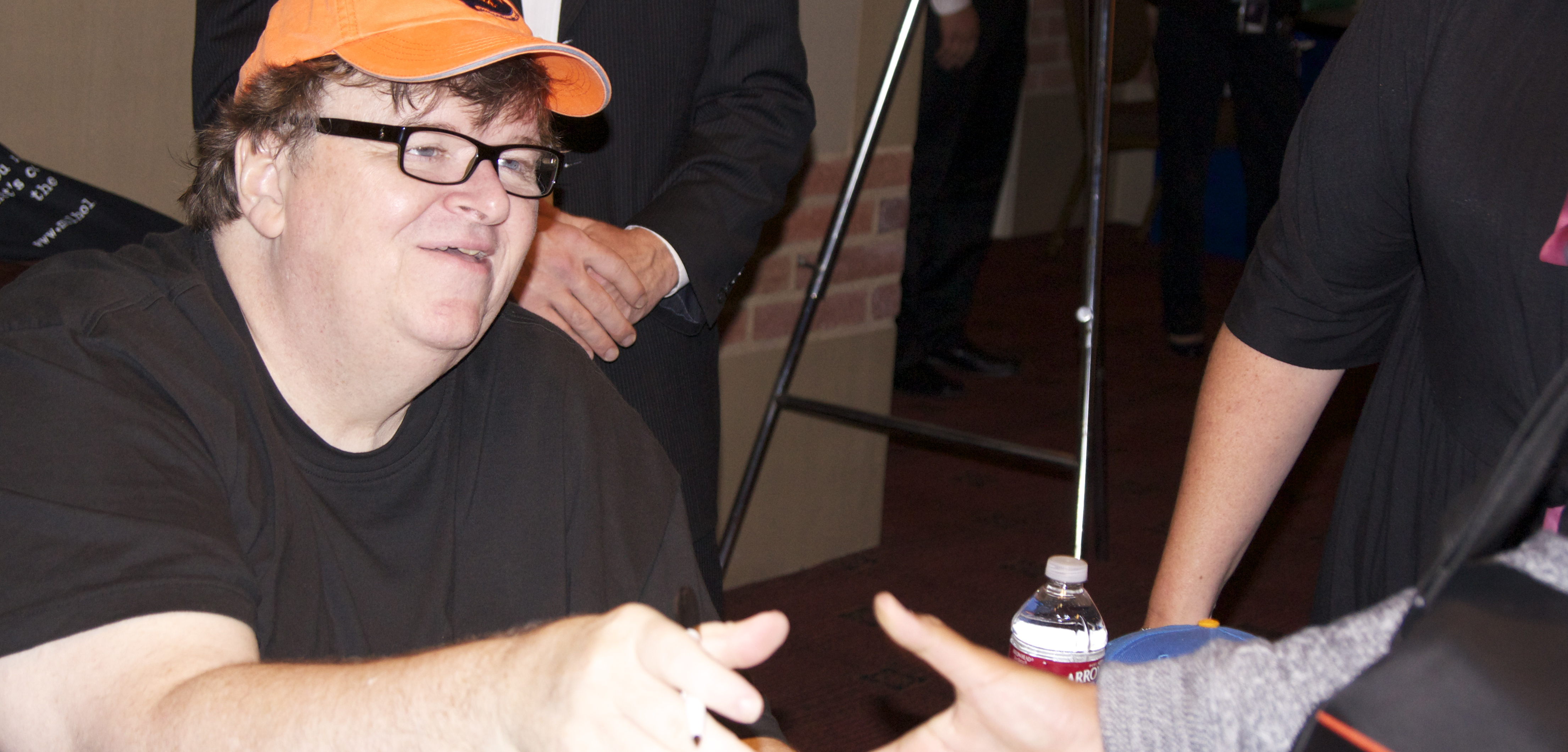
Michael Moore

El setembre de l'any 2018 es va estrenar Fahrenheit 11/9, títol que fa referència a la data de les eleccions generals estadunidenques que van fer arribar Donald Trump a la Casa Blanca. En aquesta obra, Moore se centra en la controvèrsia generada per la figura de Trump i en la situació de la democràcia al país. El documentalista en pren com a exemple la crisi de l'aigua viscuda a Flint, la seva ciutat natal. Defensa la tesis que les pràctiques corruptes del governador Rick Snyder són també les que utilitza Trump des de la presidència.
El 2004 els autors Davit T. Hardy i Jasonclarke van publicar un llibre criticant Moore titulat Michael Moore is a Big Fat Stupid White Man (Michael Moore és un blanc estúpid i gras), que va tenir un cert èxit tot just després de sortir. El realitzador Michael Wilson ha realitzat el 2014 un film Michael Moore Hates Amèrica («Michael Moore odia els Estats Units») al qual fa una paròdia de l'estil de Moore.
Així mateix, altres van analitzar les seves obres i el van acusar d'utilitzar-hi informacions falses. Moore hi va respondre al seu lloc web amb una anàlisi detallada de les dades presentades en Fahrenheit 9/11, incloent fonts documentals i periodístics de les seves afirmacions.
El 2015 va sortir Where to invade next (doblat com I ara, que envaïm) un film entre la ficció i el documental. Segons el guió, el Pentagon, encarrega Moore d'explorar quin país europeu s'hauria d'envaïr per treure'n idees útils. Hi descriu amb humor unes coses normals a Europa, i inexistents als Estats Units: vacances pagades, menjars escolars de qualitat a França, l'escola sense deures de Finlàndia, la universitat gratuïta d'Eslovènia, les jornades de set hores d'Alemanya, la despenalització de les drogues de Portugal… Tot i que els exemples són força idealitzats, Moore les contrasta amb els desavantatges del sistema americà «que cap exèrcit pot resoldre». La crítica Mònica Planas i Callol reprotxa Moore de manipular la veritat en triar només els exemples que confirmen les seves tesis. Moore va deplorar el fet que la Motion Picture Association va atorgar la categoria «R», el que el prohibeix als joves de menys de divuit anys, perquè s'hi mostra nuesa, consum de drogues i violència. La crítica Imma Merina li reprotxa que idealitza Europa i que obvia la tendència a importar-hi per força les idees pitjors dels Estats Units.
També ha escrit i coescrit llibres de no-ficció de temàtica similar als documentals. Stupid White Men (2001) considera una crítica ostensible a les polítiques externes dels Estats Units malgrat el propi Michael Moore parla «d'un llibre d'humor polític». L'any 2003 va escriure Dude, where's my country?, que tracta detalladament la relació que mantenien el llavors president George W. Bush amb la monarquia de l'Aràbia Saudita, la família Bin Laden i la indústria energètica; un llibre que volia servir de crida als liberals per a evitar la reelecció de Bush.
S'oposa a Donald Trump i el 2017 va publicar un decàleg per desembarrar-se'n. El 2020 va insinuar que Donald Trump només només hauria simulat que era infectat de la covid-19. Basava el seu escepticisme en diverses mentides i declaracions falses.

## Obres destacades

### Documentals
- 1989 Roger & Me
- 1992 Pets or Meat: The Return to Flint (TV)
- 1992 Two Mikes Don't Make a Wright
- 1997 The Big One
- 1998 And Justice for All
- 2002 Bowling for Columbine
- 2004 Fahrenheit 9/11
- 2007 Sicko, una crítica del sistema sanitari privatitzat[21] i de la indústria farmacèutica americans, considerat per certs crítcs més aviat docudrama que documental.[22]
- 2007 Fahrenheit 9/11 1/2
- 2008 Slacker Uprising
- 2009 Capitalism: A love story doblat al català com Capitalisme: Una història d'amor
- 2015 Where to Invade Next o doblat al català el 2022 com I ara, què envaïm?
- 2016 Michael Moore in TrumpLand
- 2018 Fahrenheit 11/9
- 2020 Planet of the Humans[23]

### Pel·lícules
- 1995 Canadian Bacon

### Sèries de TV
- 1994 TV Nation
- 1999 The Awful Truth
- 1999 Michael Moore Live

També va aparèixer com actor en EDtv (1999), Lucky Numbers (2000) i The Fever (2004)

### Llibres
- 1996 Fora els que manen! traducció catalana per Francesc Rovira Faixa i Kiko Amat de Downsize This! Random Threats from an Unarmed American[24]
- 1998. Adventures In A TV Nation
- 2002. Estúpids homes blancs : o les excuses patètiques del senyor Bush, traducció catalana del 2003 per Albert Torrescana i Flotats de Stupid White Men… and Other Sorry Excuses for the State of the Nation![25] Hi descriu segons la crítica «la cara més obscura de la gran potència mundial».[26]
- 2003. Ei, ¿on s'ha ficat el meu país?, traducció catalana per Albert Torrescasana i Flotats de Dude, Where's My Country?.[27]
- 2004. Will They Ever Trust Us Again?
- 2004. The Official Fahrenheit 9/11 Reader
- 2008. Mike's Election Guide 2008
- 2011. Here Comes Trouble: Stories from My Life
- 2012. Here Comes Trouble: Stories from My Life (audiollibre, llegit per Michael Moore)